# Stroj, který vyhrál válku
Stroj, který vyhrál válku (anglicky „The Machine that Won the War“) je krátká vědeckofantastická povídka spisovatele Isaaca Asimova, která vyšla poprvé v říjnu 1961 v časopise The Magazine of Fantasy & Science Fiction. Byla následně zařazena do povídkových sbírek, např. Nightfall and Other Stories (1969) a Robot Dreams (1986). Česky vyšla např. ve sbírce Sny robotů (1996). V povídce je zmíněn obrovský počítač zvaný Multivac, který lze nalézt i v dalších autorových povídkách, např. „Úhel pohledu“, „Žertéř“, „Poslední otázka“ a dalších.

## Postavy
- Lumar Swift – výkonný ředitel Solární federace, velitel vojenských operací
- John Henderson – hlavní programátor
- Max Jablonsky

## Děj
Solární federace, jejíž součástí je planeta Země byla několik let ve válce s civilizací z planetárního systému Denebu. Solární federace zvítězila díky svému tajnému triumfu – superpočítači jménem Multivac. Po skončení bojů se sejdou tři důležité osoby: Lumar Swift (hlavní velitel), John Henderson (hlavní programátor) a Max Jablonsky, a diskutují o tom, zdali Multivac skutečně byl tím rozhodujícím jazýčkem na vahách. Postupně se Henderson a Jablonsky přiznají, že data pro Multivac nějakým způsobem upravovali, takže nakonec byla zkreslená. Staromódní Swift nakonec odhalí, že jim stejně moc nedůvěřoval a spoléhal se na mnohem starší a jednoduchou metodu. Při nejtěžších rozhodnutích používal hod mincí.

## Česká vydání
Česky vyšla povídka v následujících sbírkách nebo antologiích:
Pod názvem Stroj, který vyhrál válku:
- Sny robotů (Mustang 1996, Knižní klub 1996)[1]
- Hledání budoucího času (Práce, 1985)

V roce 1985 vyšla povídka pod názvem Počítač, který vyhrál válku ve sci-fi časopisu Zápisník.